# Lazaristenkirche (Währing)

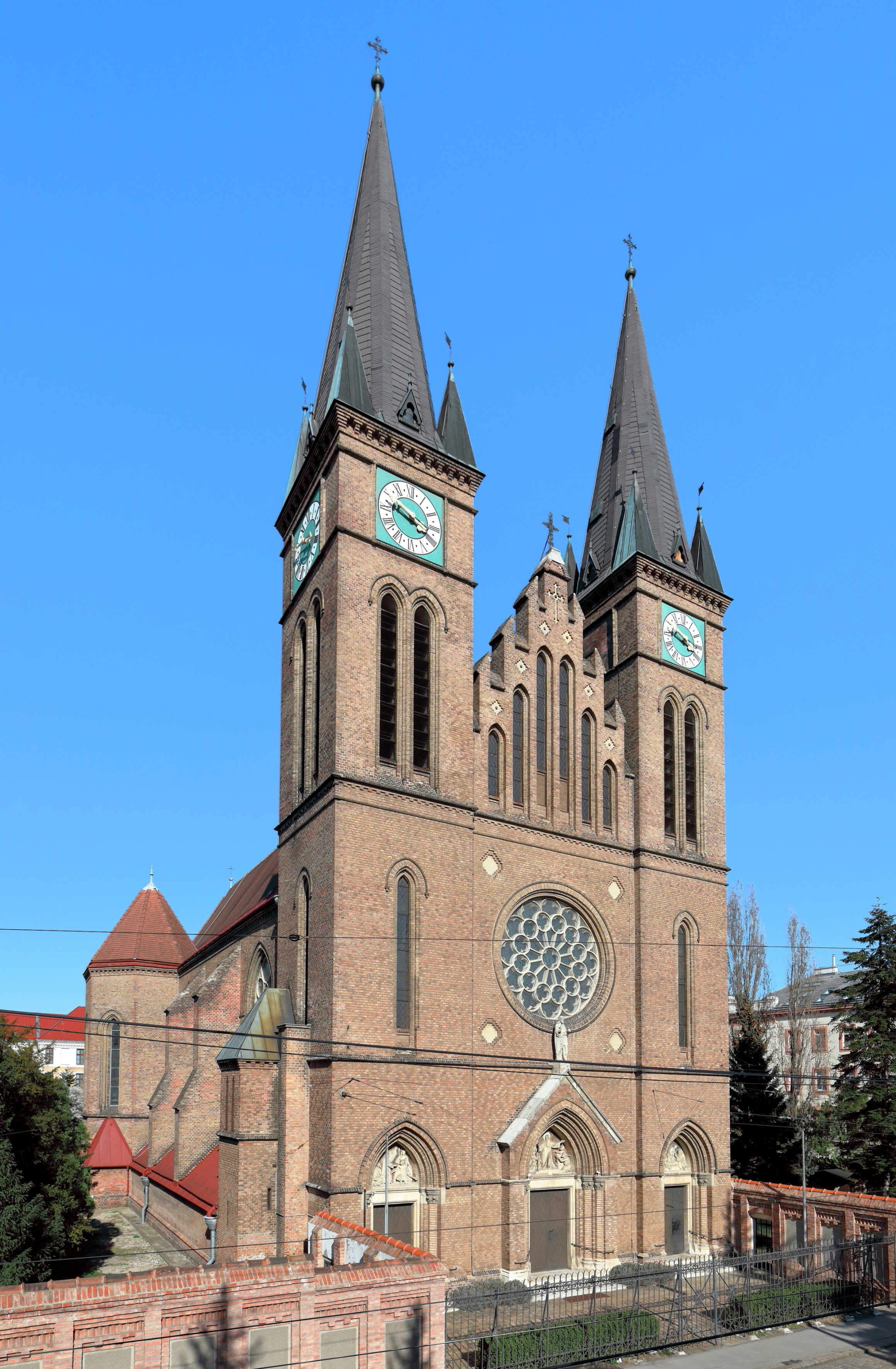
Katholische Lazaristenkirche in Wien-Währing

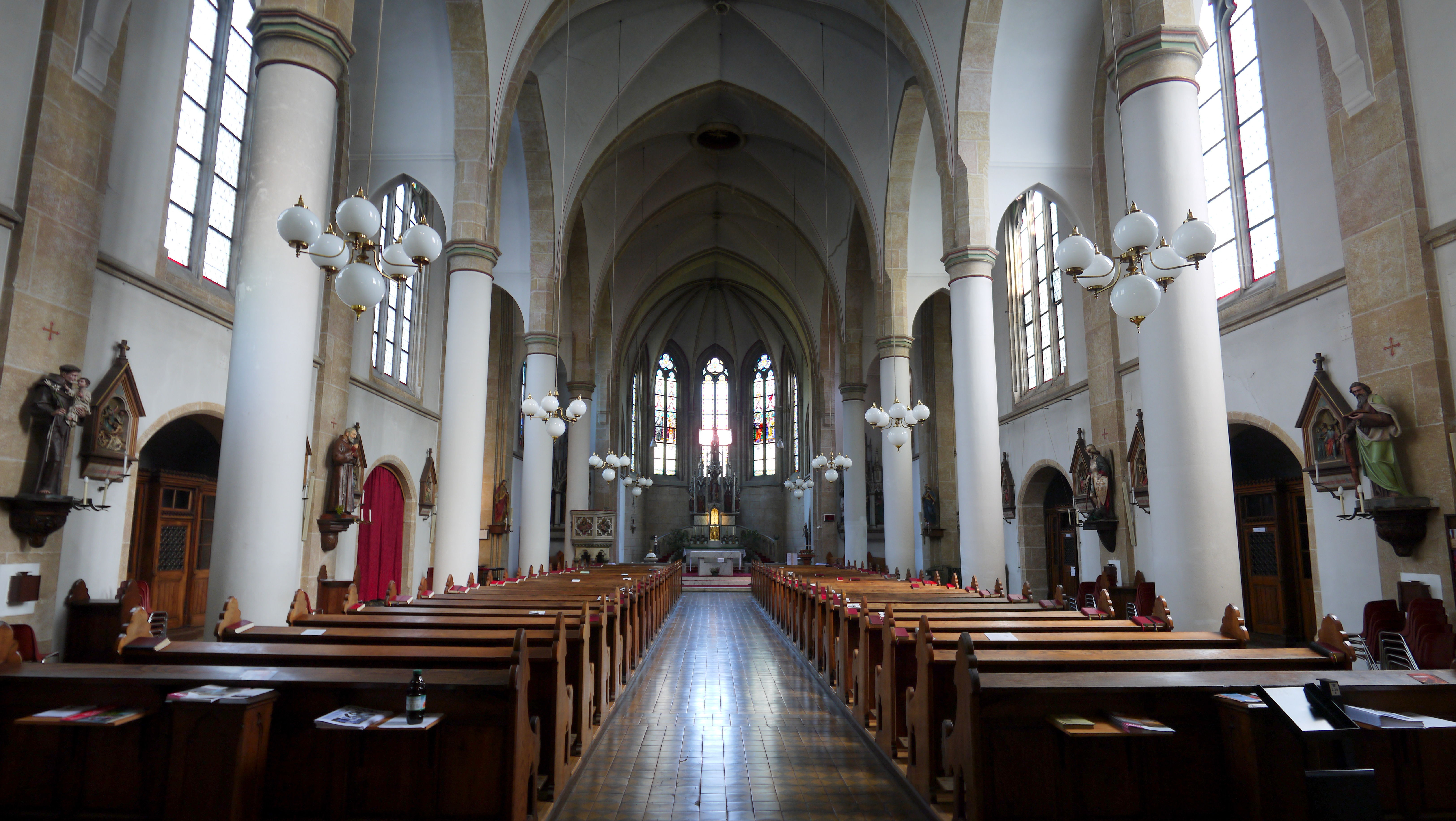
Blick zum Chor

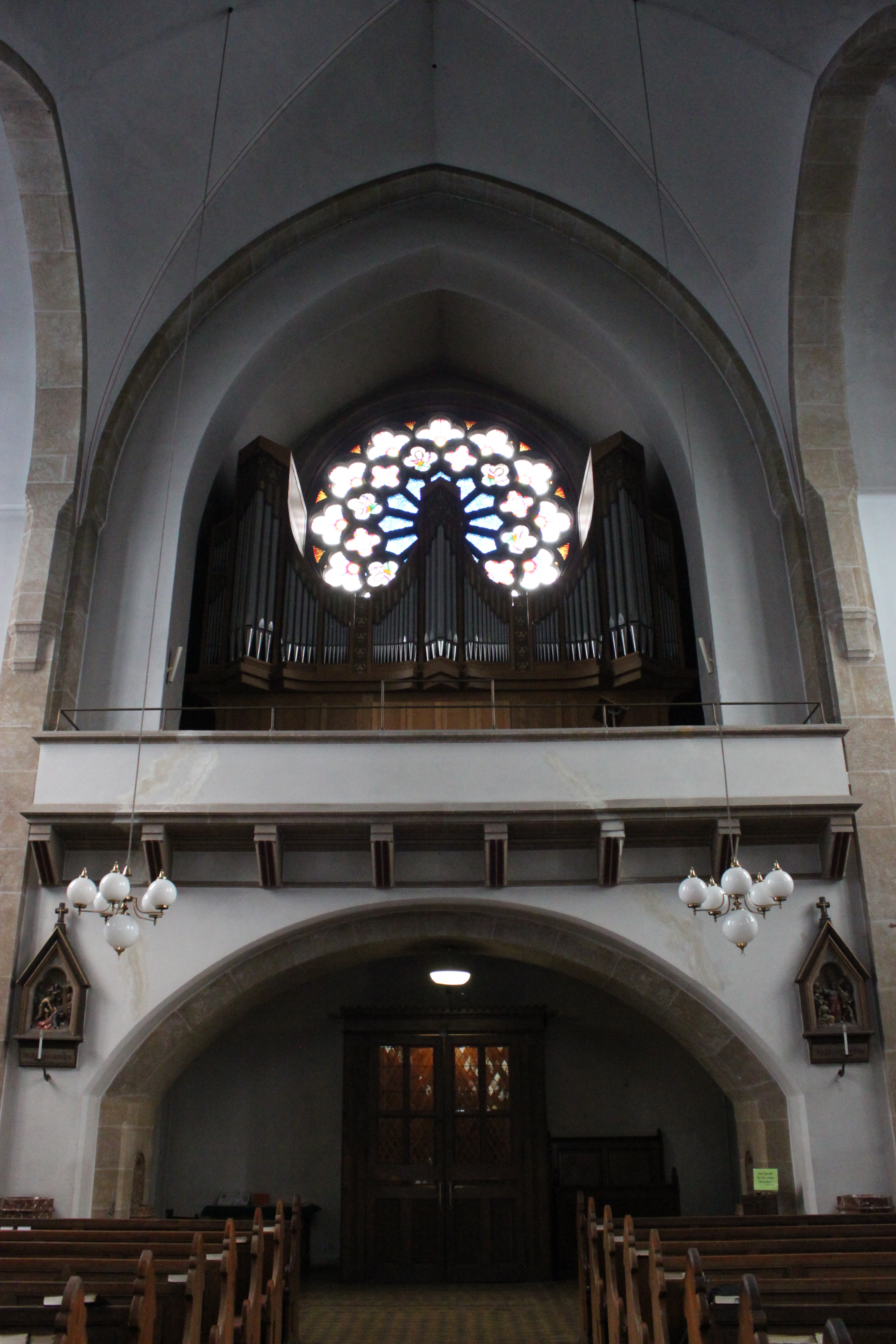
Blick zur Empore

Die Lazaristenkirche, auch als Severinkirche bezeichnet, ist ein römisch-katholisches Kirchengebäude im 18. Wiener Gemeindebezirk Währing. Sie ist dem Patrozinium des heiligen Severin von Noricum unterstellt.

## Lage und Architektur
Die neugotische Hallenkirche des Architekten Friedrich von Schmidt liegt in einem von einer Rohziegelmauer umgebenen Garten. Sie befindet sich an der Straßenkreuzung der Kreuzgasse mit der Vinzenzgasse am Ganserlberg im Bezirksteil Währing.
An ihrer dreiachsigen Südfassade mit einer großen Rosette besitzt die Lazaristenkirche zwei markante Kirchtürme. Im Norden wird sie von einem mehreckigen Chor mit einer östlich angebauten Sakristei mit darüber gelegenem Oratorium abgeschlossen. Dazwischen befindet sich das hohe dreiachsige Langhaus, dem links und rechts jeweils eine Kapelle angeschlossen ist.
Die Einrichtung ist einheitlich neugotisch gestaltet. Der frei stehende Hochaltar aus dem Jahr 1878 weist mehrere Heiligenfiguren auf, darunter den heiligen Severin. Auf der Brüstung der Kanzel sind auf Reliefs die vier Evangelisten dargestellt. Die Orgel der Firma Walcker-Mayer aus Guntramsdorf stammt aus dem Jahr 1975. Sie verfügt über 28 Register auf 2 Manualen und Pedal.

## Geschichte
Für die 1853 gegründete österreichische Provinz des Lazaristenordens wurde 1868/69 an der Antonigasse 72 in Währing ein Kloster errichtet. In diesem zwischenzeitlich mehrfach aufgestockten Gebäude, zu dem auch eine neugotische, der heiligen Anna gewidmet Kapelle gehört, befindet sich heute das Schulzentrum Antonigasse der Erzdiözese Wien. Im Jahr 1875 beschlossen die Lazaristen auf dem benachbarten Grundstück eine Ordenskirche erbauten zu lassen.
Den Auftrag dazu erhielt Friedrich von Schmidt, der Architekt der Wiener Rathauses, der rund eineinhalb Jahrzehnte zuvor bereits die Lazaristenkirche Unbefleckte Empfängnis am Wiener Schottenfeld entworfen hatte. Der Spatenstich zur neuen Kirche erfolgte 1876. Für die bauliche Ausführung war der Baumeister Josef Schmalzhofer verantwortlich. Die Bauleitung hatte der Schmidt-Schüler Richard Jordan inne. Am 20. Oktober 1878 wurde die Kirche von Kardinal Johann Kutschker zu Ehren des hl. Severin, des Apostels von Norikum, konsekriert. Die erste Orgel stammte von Matthäus Mauracher d. Ä., wurde am 24. Oktober 1880 geweiht und hatte 21 klingende Register. 1939 erhob der Wiener Erzbischof Kardinal Theodor Innitzer die Lazaristenkirche in den Rang einer Pfarrkirche, die seitdem die Pfarre St. Severin beherbergt.
Durch Luftangriffe im Zweiten Weltkrieg wurden 1945 das Pfarrhaus und Teile des Kirchengebäudes zerstört. Die Wiederherstellung der Kirche erfolgte von 1945 bis 1950, während der Pfarrhof 1951/52 neu erbaut wurde und mit einer Figur des heiligen Severin des Künstlers Adolf Treberer-Treberspurg ausgestattet wurde. Der Architekt Ladislaus Hruska gestaltete eine 1958 errichtete Kriegergedächtniskapelle. Unter der Leitung des Architekten Erwin Plevan wurden 1978 das Kircheninnere leicht umgestaltet und die gesamte Lazaristenkirche restauriert.
Ab September 1995 stand die Pfarre St. Severin unter der Verwaltung von Lazaristen aus der polnischen Ordensprovinz. Im Oktober 1998 wurde sie von der Erzdiözese Wien übernommen. St. Severin ist heute eine von fünf Pfarren im Stadtdekanat 18.